# Macrosteles
Macrosteles — род цикадок из отряда Полужесткокрылых. 

## Описание
Цикадки размером 3-6 мм. Умеренно стройные. Голова обычно такой же ширины, что и переднеспинка, редко уже. Для СССР указывалось около 30 видов. Шеститочечная цикадка (Macrosteles laevis) на Дальнем Востоке вредит пшенице, рису, кукурузе и другим злакам.
- Macrosteles alpinus (Zetterstedt, 1828)
- Macrosteles chobauti Ribaut, 1952
- Macrosteles cristatus (Ribaut, 1927)
- Macrosteles empetri (Ossiannilsson, 1935)
- Macrosteles laevis (Ribaut, 1927) — Шеститочечная цикадка.
- Macrosteles oshanini Razvyazkina, 1957

- Другие виды